# العلاقات المالاوية النيكاراغوية
العلاقات المالاوية النيكاراغوية هي العلاقات الثنائية التي تجمع بين مالاوي ونيكاراغوا.

## مقارنة بين البلدين
هذه مقارنة عامة ومرجعية للدولتين:
| وجه المقارنة                                              | مالاوي                     | نيكاراغوا        |
| --------------------------------------------------------- | -------------------------- | ---------------- |
| المساحة (كم2)                                             | 118.48 ألف                 | 130.38 ألف       |
| عدد السكان (نسمة)                                         | 18.62 مليون                | 6.22 مليون       |
| الكثافة السكانية (ن./كم²)                                 | 157.16                     | 47.71            |
| العاصمة                                                   | ليلونغوي، زومبا            | ماناغوا          |
| اللغة الرسمية                                             | لغة إنجليزية، لغة الشيشيوا | اللغة الإسبانية  |
| العملة                                                    | كواشا ملاوية               | كوردبا نيكاراغوا |
| الناتج المحلي الإجمالي (بليون دولار)                      | 6.30 مليار                 | 13.81 مليار      |
| الناتج المحلي الإجمالي (تعادل القوة الشرائية) بليون دولار | 22.43 مليار                | 31.63 مليار      |
| الناتج المحلي الإجمالي الاسمي للفرد دولار أمريكي          | 338                        | 2.09 ألف         |
| الناتج المحلي الإجمالي للفرد دولار أمريكي                 | 1.20 ألف                   | 4.92 ألف         |
| مؤشر التنمية البشرية                                      | 0.445                      | 0.631            |
| رمز المكالمات الدولي                                      | +265                       | +505             |
| رمز الإنترنت                                              | .mw                        | .ni              |
| المنطقة الزمنية                                           | ت ع م+02:00                | 00               |

## منظمات دولية مشتركة
يشترك البلدان في عضوية مجموعة من المنظمات الدولية، منها:
| علم المنظمة | اسم المنظمة                               | تاريخ انضمام مالاوي | تاريخ انضمام نيكاراغوا |
| ----------- | ----------------------------------------- | ------------------- | ---------------------- |
|             | منظمة حظر الأسلحة الكيميائية              | ?                   | ?                      |
|             | البنك الدولي للإنشاء والتعمير             | 19 يوليو 1965       | 14 مارس 1946           |
|             | منظمة التجارة العالمية                    | ?                   | ?                      |
|             | المركز الدولي لتسوية المنازعات الاستشارية | 14 أكتوبر 1966      | 19 أبريل 1995          |
|             | الأمم المتحدة                             | 1 ديسمبر 1964       | 24 أكتوبر 1945         |
|             | منظمة الشرطة الجنائية الدولية             | ?                   | ?                      |
|             | وكالة ضمان الاستثمار متعدد الأطراف        | 12 أبريل 1988       | 12 يونيو 1992          |
|             | يونسكو                                    | 27 أكتوبر 1964      | 22 فبراير 1952         |
|             | مؤسسة التنمية الدولية                     | 19 يوليو 1965       | 30 ديسمبر 1960         |
|             | مؤسسة التمويل الدولية                     | 19 يوليو 1965       | 20 يوليو 1956          |
|             | الاتحاد البريدي العالمي                   | ?                   | ?                      |
|             | الاتحاد الدولي للاتصالات                  | 19 فبراير 1965      | 12 مايو 1926           |

## وصلات خارجية
- موقع وزارة الخارجية النيكاراغوية